# Santa Maria del Carmine e Sant'Antonio
Santa Maria del Carmine e Sant'Antonio var ett kapell i Rom, helgat åt Vår Fru av berget Karmel och den helige Antonius av Padua. Kapellet var beläget vid Via della Pedacchia i Rione Campitelli.

## Kapellets historia
Kapellet uppfördes i slutet av 1700-talet eller i början av 1800-talet. Det hyste en målning som framställde Vår Fru av berget Karmel. Under denna fanns en mindre målning med de heliga Antonius av Padua och Filomena.
Mellan 1885 och 1911 uppfördes Viktor Emanuel-monumentet till kung Viktor Emanuel II:s ära. Under de följande decennierna revs stora delar av den omkringliggande bebyggelsen med kyrkor, palats, torg (piazzor) och gator. Kapellet Santa Maria del Carmine e Sant'Antonio revs under 1880-talets senare hälft. Dess målningar togs om hand av familjen Lugari som residerade vid Via della Pedacchia.